# 青木歌音
青木 歌音（あおき かのん、1992年8月13日 - ）は、日本のYouTuber、タレント。
過去、BSスカパー!のバラエティ番組『チャンネル生回転TV Allザップ!』内の番組内企画「非公認女子アナウンス部」に「女子アナ研修生」として出演していたことから、「元女子アナ」を自称することがある。

## 来歴

### 生い立ち
1992年、東京都目黒区に生まれる。日本人の父とスペイン系フィリピン人の母を持つ。
息子をプロ野球選手にしようとする父に少年期から厳しく指導され、高校は地元ではない高知県の高校野球強豪校に進学し、野球部で投手として球速最高142 kmを記録した。
22歳で性別適合手術を受け、戸籍上の性別も女性に変更。

### メディア活動
2015年4月から2016年3月まで、BSスカパー!『チャンネル生回転TV Allザップ！』に出演。その後、バラエティ番組を中心に出演。YouTuberとしても活動を開始し、「元男の子YouTuber」を名乗る。

### テレビ制作会社社員からのセクハラを告発
2025年1月20日、青木のYouTubeで配信した動画「私が女子アナ時代、フジテレビの偉い人から色々されたので告発します」の中で、BSスカパー!のバラエティ番組『チャンネル生回転TV Allザップ!』内の番組内企画「 非公認女子アナウンス部」に青木が「女子アナ研修生」として出演していた頃、「フジの番組制作をしてたお偉いさん」からキスの強要やセクハラ発言、身体を触り満足するまで車から降ろしてもらえないなどのセクハラ被害を受け、精神科に通うほど追い詰められていたと告発した。青木も「スタッフさんは頻繁にフジの中を出入りしている。そのトップを張っていた方がいて、セクハラとかいろいろされた」と説明しており、他のプロデューサーとの会食時に胸を見せることを強要された等の被害も訴えている。
なお、当該番組に株式会社フジテレビジョン本体は関与していないため、告発内での「フジテレビの偉い人」は株式会社フジテレビジョンの役職員ではない蓋然性が高い。

### TKO木下隆行からの性被害を告発
過去に、TKO・木下隆行からの性被害があった旨を自身のXアカウントで告発。
「ホテルに強制連行してない」という木下のYouTubeでの反論に対して、食事後用意されたタクシーで断ったのにも関わらず、強制的にタクシーに乗せられ、ホテルに強制的に連行。木下の指示で前戯をした後、挿入に関しては拒否したところ精液を体にかけられたという被害を自身のXで告発した。

## 出演

### テレビ番組
- メディアの明日（NHK BSプレミアム、2014年）
- プリティー・ウーMEN（BSスカパー!、2014年 - 2016年）
- お願い!ランキング（テレビ朝日、2016年）
- 人生が変わる1分間の深イイ話（日本テレビ、2016年）
- 月曜から夜ふかし（日本テレビ、2017年）
- ハートネットTV（NHK Eテレ、2018年）
- よるのブランチ（TBS、2022年）
- そこまで言って委員会NP（読売テレビ、2022年）
- ABEMAニュース（AbemaTV）

## 人物
- 特技は野球（投手）[3]、韓国語、カラオケ、本田翼の物真似。
- 趣味は旅行、食べ歩き、ダム巡り、語学学習。
- 普通自動車免許を所持[1]。